# Sérgio Besserman Vianna
Sérgio Besserman Vianna (Rio de Janeiro, 8 de outubro  de 1957) é um economista brasileiro, graduado pela Pontifícia Universidade Católica do Rio de Janeiro (PUC-Rio). Foi presidente do Instituto Brasileiro de Geografia e Estatística (IBGE). Atualmente, é o Presidente do Instituto de Pesquisas Jardim Botânico do Rio de Janeiro.

## Biografia

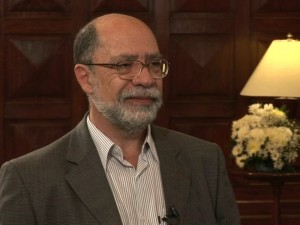

Ganhador do Prêmio BNDES de Economia de 1987 com sua tese sobre a política econômica do segundo governo de Getúlio Vargas, orientado pelo professor e também economista Winston Fritsch, Besserman se tornou funcionário do BNDES em 1988.
Fez carreira executiva chegando a diretor de planejamento. Trabalhou ao lado de diversos presidentes do BNDES, entre eles Eduardo Modiano, Persio Arida e Luiz Carlos Mendonça de Barros, no processo de reforma modernizante do aparelho de estado brasileiro e reestruturação da indústria, que incluiu corte de gastos e privatização de empresas estatais. Foi o primeiro diretor da área social do BNDES, quando ela foi recriada em 1997.
No segundo mandato do governo Fernando Henrique Cardoso (1999 - 2003) foi presidente do IBGE, quando comandou a realização do Censo 2000. Em Brasília, ficara conhecido como o louco do IBGE, depois de trocar a carreira segura de diretor do BNDES pela panela de pressão do IBGE, que à época contava com uma estrutura precária.
Ambientalista, é membro do conselho diretor da WWF Brasil e trabalha no tema Mudanças Climáticas desde 1992, tendo sido membro da missão diplomática brasileira em duas Conferencia das Partes da ONU. Foi presidente do Instituto Pereira Passos da cidade do Rio de Janeiro e preside a Câmara Técnica de Desenvolvimento Sustentável e de Governança Metropolitana da cidade. É professor de economia brasileira na PUC-Rio, comentarista de sustentabilidade na Globonews e da cidade na rádio CBN.
É filho da psicanalista Helena Besserman Vianna e do médico Luiz Guilherme Vianna e irmão do humorista Cláudio Besserman Vianna, o Bussunda.